# 旧广场

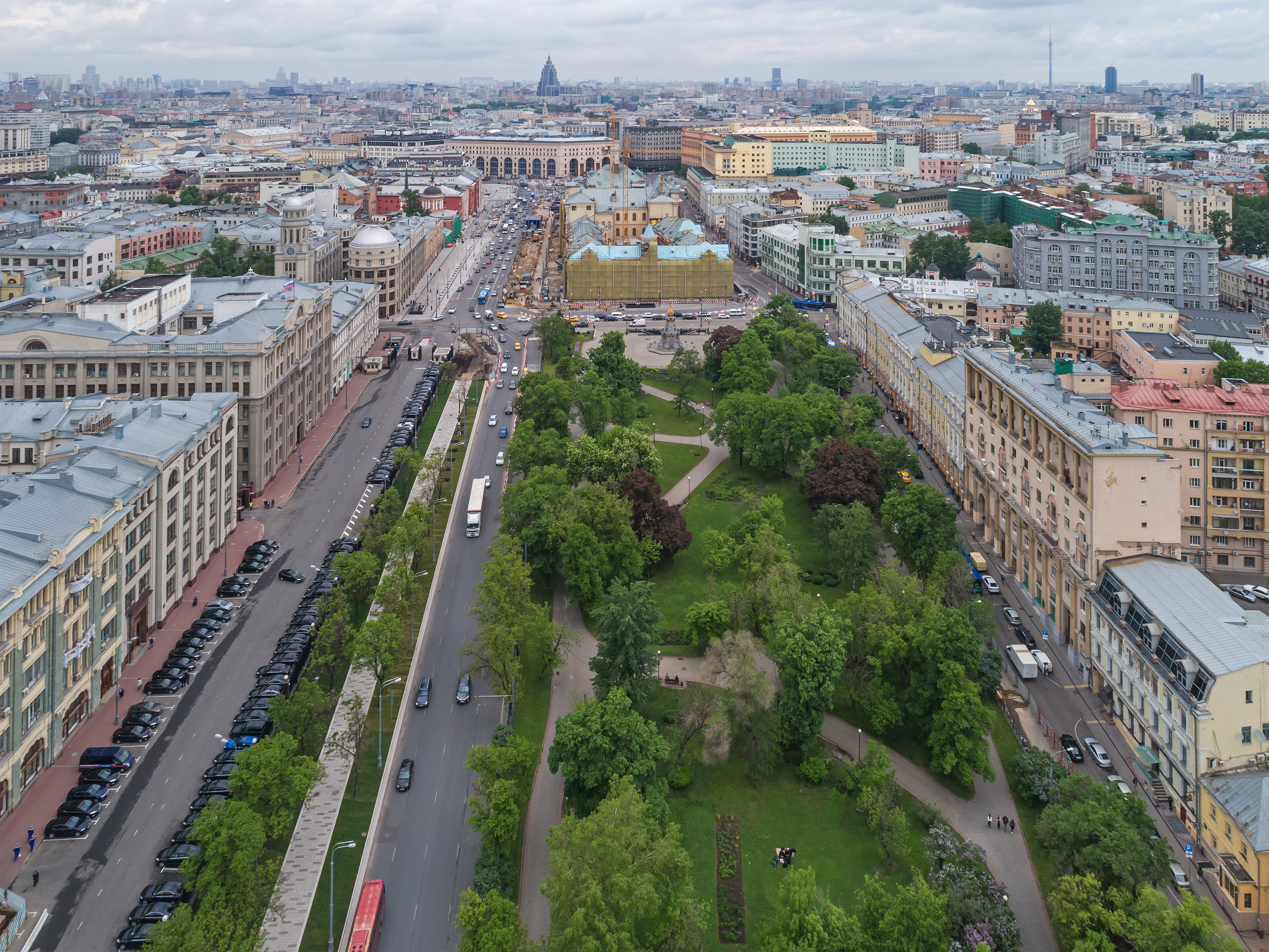
航空视角

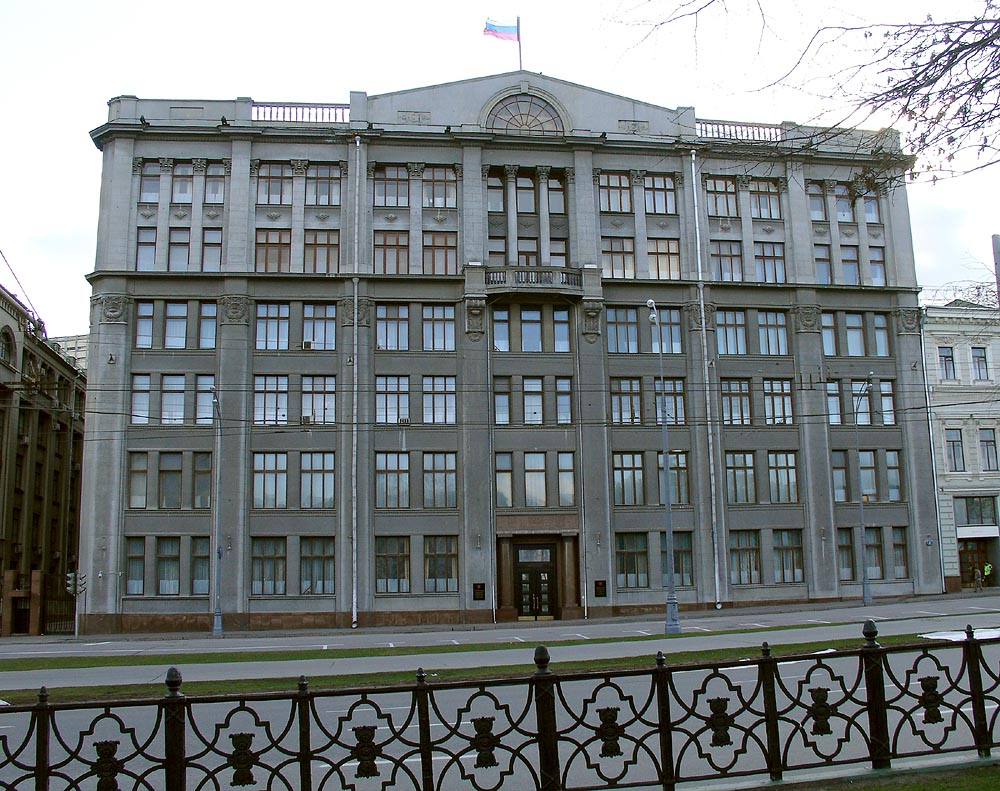
苏共中央的办公地点，现为俄罗斯总统行政机构的总部

旧广场（俄语：Старая Площадь）位于俄罗斯首都莫斯科基泰格罗德区中央，实际上不是广场而是一条大街，通常不允许通行。旧广场4号曾是苏联共产党中央委员会总部所在地，也是苏联共产党机关的象征。现在，该建筑是俄罗斯总统办公厅的总部。